# The Lighthouse (How I Met Your Mother)
The Lighthouse (o traducido como "El faro") es el octavo episodio de la novena temporada de la serie de televisión de CBS How I Met Your Mother y el episodio número 192 en total.

## Reparto
| - Josh Radnor como Ted Mosby. - Jason Segel como Marshall Eriksen. - Cobie Smulders como Robin Scherbatsky. - Neil Patrick Harris como Barney Stinson. - Alyson Hannigan como Lily Aldrin. - Cristin Milioti como La Madre. - Bob Saget como Futuro Ted Mosby (voz, no acreditado) | - Sherri Shepherd - Daphne - Frances Conroy - Loretta Stinson - Anna Camp - Cassie - Harry Groener - Clint - Cristine Rose - Virginia Mosby - Roger Bart - Curtis |

## Trama
El sábado a las 9 a. m., 33 horas antes de la boda, Barney está atrapado en el medio mientras Robin y Loretta continúan peleando sobre la blusa que Robin ganó en «The Poker Game». Los tres, junto a Lily, se sientan a desayunar juntos y Robin hace alarde de la blusa en frente de Loretta e intensifica la disputa cuando dice que su madre hace unos huevos revueltos mejores que Loretta. Barney intenta evitar tomar partido, pero él y Lily y muchos de los clientes del Farhampton alaban los huevos de Loretta. Cuando Robin es incapaz de cocinar huevos revueltos ella misma, admite su derrota. Cuando Loretta pregunta cómo Robin cuidará de sus hijos si no sabe cocinar, Barney admite a su madre que Robin no puede tener hijos, algo que Robin le había confesado el otoño anterior. Lily intenta consolar a Robin sugiriendo que la madre de Robin puede demostrale sus huevos revueltos a Loretta cuando llegue, sólo para Robin revelar que su madre tenía miedo de subir a un avión y no vendrá a la boda. Loretta hace las paces con Robin y le pide que la llame «mamá» de ahora en adelante.
Marshall y Daphne paran toda la noche en casa de la señora Mosby en Cleveland a esperar a que pase una tormenta. Clint, el padrastro de Ted, se da cuenta de la tensión entre ellos y trata de resolverlo. Ellos echazar su oferta y pronto se marchan otra vez, pero discuten incluso peor que antes. Marshall afirma que tal vez Clint tenía razón, causándole a revelarse a sí mismo, ya que él se había escondido con la esperanza de que tomarían sus consejos. Él trata de ayudarlos pero solo empeora las cosas y, después de que ambos se burlan de sus esfuerzos, se enoja y empieza a gritar. Él exige que paren para que pueda meditar y recuperar su calma. Después de que Daphne le dice a Marshall que no obtendrá ningún respeto hasta que empiece a hacerse cargo, Marshall conduce sin Clint y expresa que está furioso con cómo Daphne le obligó a revelar prematuramente su decisión de convertirse en juez a Lily. Hace cargo de la música, obligando a Daphne para escuchar «I'm Gonna Be (500 Miles)»; Cuando un horrorizada Daphne le dice que odia la canción, Marshall responde, «Dale tiempo».
Mientras tanto, Lily ha estado enojada desde de descubrió que Marshall ha aceptado una judicatura, constantemente rompiendo vasos de vidrio en furia cuando algo relacionado con tribunales es mencionado. Cuando Ted intenta ir a ver un faro local y el vendedor no le ayudará ya que él es soltero y solitario, la ira alimentada por el alcohol de Lily la lleva a mal asesorar a Ted a conformarse con Cassie, a quien había pasado la noche anterior consolando, y llevarla hasta el faro y enamorarse de ella. A regañadientes, Ted intenta llevarla, incluso después de que ella muestra poca compatibilidad con él. Para empeorar las cosas, ella se tropieza y sufre un esguince de tobillo y Ted se ve obligado a llevarla hasta la parte superior del faro, después de lo cual vomita. Ted se da cuenta más tarde que asentarse habría sido un error y estaba contento de que no lo hizo. Una visión del futuro revela que Ted llevó a la Madre allí dos años más tarde y le propuso matrimonio, que aceptó con entusiasmo.

## Blog de Barney
Barney te ayuda a determinar cómo tu cónyuge podría lucir en el futuro.